# Новоорловськ
Новоорло́вськ (рос. Новоорловск) — селище міського типу у складі Агінського району Забайкальського краю, Росія. Адміністративний центр та єдиний населений пункт Новоорловського міського поселення.

## Населення
Населення — 3110 осіб (2010; 2859 у 2002).